# Как малые дети
«Как ма́лые де́ти» (англ. Little Children) — драматический кинофильм режиссёра Тодда Филда, вышедший на экраны в 2006 году. Экранизация одноимённого романа Тома Перротты. Главные роли исполняют Кейт Уинслет и Патрик Уилсон.

## Сюжет
Сара Пирс (Кейт Уинслет) — молодая домохозяйка, посвятившая себя заботам о своей трехлетней дочери Люси (Сэди Голдстейн). Сара изнывает от скуки и явно не удовлетворена однообразием и ханжеством жизни в пригороде, где все разговоры крутятся только вокруг местного психопата-педофила (Джеки Эрл Хейли), недавно отпущенного на свободу. Семейная жизнь у неё тоже не складывается: муж Ричард (Грегг Эдельман) постоянно занят на работе, а в свободное время ищет порно в интернете. Однажды Сара знакомится на детской площадке с молодым отцом Брэдом (Патрик Уилсон), находящимся примерно в таком же положении: его жена Кэти (Дженнифер Коннелли) не может уделять семье достаточно много внимания. Знакомство Сары и Брэда постепенно перерастает во взаимное чувство.

## В ролях
| Актёр              | Роль           |
| ------------------ | -------------- |
| Кейт Уинслет       | Сара Пирс      |
| Патрик Уилсон      | Брэд Адамсон   |
| Дженнифер Коннелли | Кэти Адамсон   |
| Джеки Эрл Хейли    | Ронни Макгорви |
| Ноа Эммерих        | Ларри Хеджес   |
| Филлис Сомервилл   | Мэй Макгорви   |
| Грегг Эдельман     | Ричард Пирс    |
| Сэди Голдстейн     | Люси Пирс      |
| Тай Симпкинс       | Аарон Адамсон  |
| Джейн Адамс        | Шейла          |
| Трини Альварадо    | Тереза         |

## Награды и номинации

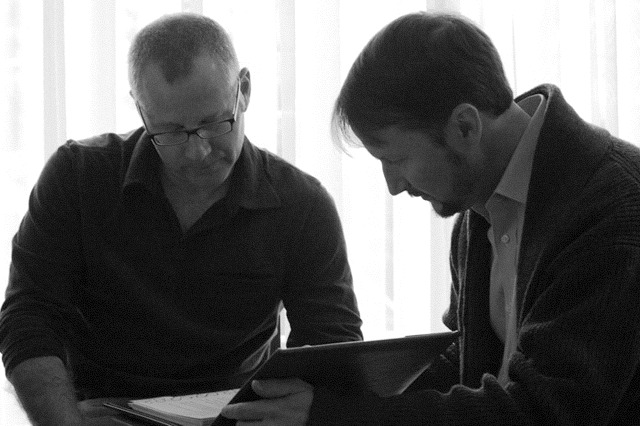
Том Перротта (слева) и Тодд Филд во время работы над сценарием фильма

- 2006 — номинация на премию «Золотая звезда» кинофестиваля в Марракеше (Тодд Филд)
- 2006 — премия «Молодой Голливуд» за прорывную мужскую роль (Патрик Уилсон)
- 2007 — три номинации на премию «Оскар»: лучший адаптированный сценарий (Тодд Филд, Том Перротта), лучшая женская роль (Кейт Уинслет), лучшая мужская роль второго плана (Джеки Эрл Хейли)
- 2007 — номинация на премию BAFTA за лучшую женскую роль (Кейт Уинслет)
- 2007 — три номинации на премию «Золотой глобус»: лучший фильм — драма, лучшая женская роль — драма (Кейт Уинслет), лучший сценарий (Тодд Филд, Том Перротта)
- 2007 — две номинации на премию Гильдии киноактёров США: лучшая женская роль (Кейт Уинслет), лучшая мужская роль второго плана (Джеки Эрл Хейли)
- 2007 — номинация на премию Гильдии сценаристов США за лучший адаптированный сценарий (Тодд Филд, Том Перротта)